# Epoki Fakaosi
Epoki Fakaosi (13 de julio de 1979) es un deportista tongano que compitió en judo. Ganó una medalla de bronce en el Campeonato de Oceanía de Judo de 2008 en la categoría de –90 kg.

## Palmarés internacional
| Campeonato de Oceanía | Campeonato de Oceanía        | Campeonato de Oceanía | Campeonato de Oceanía |
| Año                   | Lugar                        | Medalla               | Categoría             |
| --------------------- | ---------------------------- | --------------------- | --------------------- |
| 2008                  | Christchurch (Nueva Zelanda) | Medalla de bronce     | –90 kg                |